# Nicolaea besidia
Nicolaea besidia is een vlinder uit de familie van de Lycaenidae. De wetenschappelijke naam van de soort werd als Thecla besidia in 1868 gepubliceerd door William Chapman Hewitson.

## Synoniemen
- Sipaea sepeina Johnson, 1991
- Crimsinota perplexissima Johnson, 1993